# Zračnoprevozna divizija (Južni Vietnam)
Zračnoprevozna divizija (vietnamsko Su-Doan Nhay-Du; kratica SDND) je bila padalska enota Armade Republike Vietnam.

## Zgodovina
Divizija je bila ustanovljena 1. decembra 1965 s preoblikovanjem Zračnoprevozne brigade. Sestavljali so jo posebej izbrani prostovoljci, ki so morali prestati 9-tedensko urjenje v zračnoprevozni šoli, nato pa še 3-tedensko padalsko urjenje (v tem sklopu so opravili 5 padalskih skokov). Divizijski bataljoni so bili nenehno v fazi rotiranja: en bataljon je bil nastanjen v Tan Son Nhutu (kjer je bil v nenehni bojni pripravljenosti in zmožen opraviti padalski skok kjerkoli v državi v parih urah), en bataljon se je nahajal v Vung Tauu na odmoru, en v Da Nangu kot severna reakcijska sila,... Na splošno pa je divizija delovala kot strateška rezerva Generalštaba Armade Republike Vietnam.
Januarja 1966 je divizija izvedla skupno operacijo z ameriško 173. zračnoprevozno brigado. Konec januarja je bila celotna divizija zračno prepeljana v Bong Son, kjer je sodelovala z ameriško 1. konjeniško divizijo. 3. marca 1966 je en divizijski bataljon izveden bojni skok pri Son Cauu. Bojna skupina, v moči dveh bataljonov, je 27. decembra istega leta izvedla bojni skok v provinci Chuong Thien. Aprila in maja 1968 je divizija sodelovala v operaciji Delawere. Leta 1969 so divizijske enote sodelovala v bitki za Sajgon in za Tay Ninh. 
Med 30. januarjem in 6. aprilom 1971 je divizija sodelovala v operaciji Lam Son 719, ko je napadla gverilske položaje v Laosu skupaj s južnovietnamsko 1. pehotno divizijo; med to operacijo sta bila skoraj popolnoma uničena 3. brigadni štab in 3. zračnoprevozni bataljon.
Divizija je bila vpletena v zatrtje velikonočne ofenzive leta 1972, ko je tudi opravila svoj zadnji bojni padalski skok v provinci Quang Tri. Junija istega leta je bila divizija zračno prepeljana v sosednjo provinco Thua Thien, kjer je sodelovala v bojih mesec dni.  
Po koncu vietnamske vojne so bivši pripadniki divizije izvajali omejeno gverilsko bojevanje proti komunistični oblasti.

## Organizacija
1967
- Štab in prištabna četa
- 1. zračnoprevozna bojna skupina

- Brigadni štab in prištabna četa
- 1. zračnoprevozni bataljon
- 8. zračnoprevozni bataljon
- 9. zračnoprevozni bataljon
- 1. zračnoprevozni artilerijski bataljon

- 2. zračnoprevozna bojna skupina

- Brigadni štab in prištabna četa
- 5. zračnoprevozni bataljon
- 7. zračnoprevozni bataljon
- 11. zračnoprevozni bataljon
- 2. zračnoprevozni artilerijski bataljon

- 3. zračnoprevozna bojna skupina

- Brigadni štab in prištabna četa
- 2. zračnoprevozni bataljon
- 3. zračnoprevozni bataljon
- 6. zračnoprevozni bataljon
- 3. zračnoprevozni artilerijski bataljon

- Divizijske enote

- Zračnoprevozni komunikacijski bataljon
- Zračnoprevozni podporni bataljon

- Štab
- Tehnična četa
- Vzdrževalna četa
- Transportna četa
- Oskrbovalna četa
- Finančna četa

- Zračnoprevozni medicinski bataljon
- Zračnoprevozni izvidniški bataljon
- Zračnoprevozna inženirska četa

- 167. zračnoprevozni svetovalni odred[1]